# Igor Šentjurc
Igor Šentjurc (* 31. Januar 1927 in Slovenj Gradec, Königreich Jugoslawien; † 28. Januar 1996 in Herrngiersdorf) war ein jugoslawisch-deutscher Schriftsteller, der vor allem als Autor historischer Romane bekannt wurde. Er schrieb auch unter den Pseudonymen Igor Georgew und Igor von Percha.

## Leben
Igor Šentjurc war der Sohn eines Mathematiklehrers und einer Mathematiklehrerin. Als der Zweite Weltkrieg 1941 Jugoslawien erreichte, wurde der Vater zur Zwangsarbeit nach Deutschland deportiert, die Mutter mit den drei Kindern nach Österreich. Igor Šentjurc wurde 1943 zur Wehrmacht einberufen, desertierte zweimal, schloss sich der sowjetischen Roten Armee an und gelangte zurück nach Jugoslawien, wo er sich den Partisanen anschloss. Nach Kriegsende studierte er an der Philosophischen Fakultät der Universität Ljubljana. Ab 1949 arbeitete er für die wöchentliche Sportzeitung Polet, wo er bald Chefredakteur der illustrierten Beilage PPP wurde. Diese änderte er bald in ihrem Profil zu einer Zeitschrift mit Fortsetzungsromanen, (gelegentlich auch selbst verfassten) Kurzgeschichten, politischen Beiträgen, Haushaltstipps und Witzen. Zu dieser Zeit veröffentlichte er Kurzgeschichten in Zeitschriften wie Novi svet und Naša sodobnost. 1953 wurde Šentjurc vom Verlag auf eine Studienreise nach München geschickt. Dort beantragte er erfolgreich politisches Asyl. Daraufhin wurde er am 17. Oktober 1953 aus dem Bund der Kommunisten Jugoslawiens ausgeschlossen, dem er seit August 1950 angehört hatte.
Er arbeitete zunächst als Büchervertreter und verfasste seinen ersten Roman Der Teufel braucht Liebe, der 1956 unter dem Pseudonym Igor Georgew im AWA-Verlag Erich Flatau in München erschien. Weitere Romane veröffentlichte er unter seinem bürgerlichen Namen im Kindler Verlag. Der Kriminalroman Bumerang erschien auch als Fortsetzungsroman in der Münchner Abendzeitung. Hardy Krüger, der ihn auf diesem Wege gelesen hatte, setzte sich für eine Verfilmung ein, für die Herbert Reinecker das Drehbuch verfasste, und die von der Roxy Film unter der Regie von Alfred Weidenmann 1960 als Bumerang ins Kino kam; Hardy Krüger, Martin Held, Mario Adorf und Horst Frank spielten die Hauptrollen. Krüger und Šentjurc waren seitdem befreundet und Krüger gab ihm wiederholt Aufträge für Drehbücher. Einige seiner Romane erschienen auch als Fortsetzungsromane in der Bunte Illustrierte, Quick und Stern.
Er lebte zeitweise in Starnberg (das Pseudonym Percha bezieht sich auf einen Ortsteil Starnbergs), zuletzt ab 1987 in Herrngiersdorf. Von 1973 bis 1986 betrieb Šentjurc neben seiner schriftstellerischen Tätigkeit eine Forellenzucht. Seit den 1970er Jahren erschienen seine Bücher unter anderem beim Verlag Hestia in Bayreuth sowie beim Langen Müller Verlag. Die Gesamtauflage seiner Romane soll bei mehr als 10 Millionen Exemplaren liegen.

## Rezeption
Seine überwiegend der Trivialliteratur zuzurechnenden Werke wurden von der Literaturkritik kaum beachtet. Marianne Jabs-Kriegsmann nennt Igor von Percha als den Autor, der das seit 1945 als tot geltende Genre des historischen Illustriertenromans wiederbelebt habe. Seit 2008 publizierte die slowenische Germanistin Mira Miladinović Zalaznik mehrere Aufsätze über Igor Šentjurc.
Einige seiner Romane werden seit 2018 vom S. Fischer Verlag als E-Books angeboten.

## Familie
Igor Šentjurc war zweimal verheiratet. Aus erster Ehe hatte er eine Tochter, aus zweiter Ehe vier weitere Töchter und einen Sohn.
Eine Schwester von Igor Šentjurc war Mira Šentjurc (verheiratete Čuček, 1923–2014), die in den 1940er Jahren eine erfolgreiche Leichtathletin war (u. a. jugoslawische Meisterin im 100m- und 200m-Lauf 1946, Silber- bzw. Bronzemedaille bei den Balkanspielen 1946 und 1947 im 100m-Lauf).

## Werke

### Als Übersetzer
- Edgar Allan Poe, Propad hiše Usher in druge zgodbe (Der Untergang des Hauses Usher und andere Kurzgeschichten), Ljubljana, Verlag Polet, 1952

### Kurzgeschichten in slowenischer Sprache
- Eden proti trem (Einer gegen drei), in: Novi svet, Jahrgang 7.1952, Heft 4
- Ženska ob cesti (Eine Frau am Straßenrand), in: Naša sodobnost, Jahrgang 1.1953, Heft 7/8

### Romane
unter richtigem Namen
- Gebet für den Mörder, 1958
  - französische Ausgabe: Prière pour un meurtrier, übersetzt von Edith Vincent, 1959
  - englische Ausgabe: Prayer for an Assassin, übersetzt von Cornelia Schaeffer, 1960
  - spanische Ausgabe: Oración por un asesino, übersetzt von Hernán del Solar, Santiago de Chile 1963
- Bumerang, 1959 (wurde 1960 nach einem Drehbuch von Herbert Reinecker verfilmt)
  - afrikaanse Ausgabe: Boemerang, Kapstadt 1960
- Der unstillbare Strom, 1960
  - niederländische Ausgabe: De eindeloze stroom, übersetzt von M. de Haas-Tobias, 1961
  - französische Ausgabe: L' Offensive, übersetzt von Henri Thies, 1962
  - englische Ausgabe: Thou shalt not kill, übersetzt von Eric Mosbacher, 1963
  - US-amerikanische Ausgabe: The Torrents of War, übersetzt von Eric Mosbacher, bearbeitet von Elsie Stern, 1963 (gegenüber der englischen Ausgabe gekürzt)
- Stammtischbrüder oder Nach Hofkirch verirrt sich ein Fremder nur selten, 1971, ISBN 3-463-00489-5
- Gottes zornige Hand, 1983, ISBN 3-8131-8204-5
- Zeitenwende-Trilogie:
  - Feuer und Schwert, 1988, ISBN 3-7844-2202-0
  - Im Sturm : Roman einer schlesischen Familie, 1991, ISBN 3-7844-2314-0
  - Vaters Land, 1997, ISBN 3-7844-2573-9 (Nach dem Konzept des Autors und unter Mitarbeit von Rolf Ulrici zu Ende geführt von Eva-Marianne Šentjurc)[5]
    - slowenische Ausgabe: Očetova dežela, übersetzt von Dušan Voglar, mit einem Nachwort von Peter Vodopivec, 2001, ISBN 86-11-16026-6

als Igor Georgew
- Der Teufel braucht Liebe, 1956

als Igor von Percha
- Christina-Maria-Trilogie:
  - Christina Maria. Das Geheimnis der Gräfin von Albassy. Historischer Roman vom Wiener Kaiserhof, 1965
    - finnische Ausgabe: Christina Maria : Albassyn kreivittären salaisuus, übersetzt von Lea Karvonen, 1967
    - niederländische Ausgabe: Christina Maria, übersetzt von C. Kila, 1967
    - afrikaanse Ausgabe: Christina Maria, übersetzt von Gerrit J. van der Merwe, 1969
    - französische Ausgabe: Christina-Maria. Le secret de la comtesse von Albassy, übersetzt von Odette Gailly, 1970
    - tschechische Ausgabe: Christina Marie. Hraběnka z Albassy, übersetzt von Jitka Perglová, 2010, ISBN 978-80-249-1339-1

  - Christina Maria und der Fürst. Eine Liebesromanze am Wiener Kaiserhof, 1966
    - finnische Ausgabe: Christian Maria ja ruhtinas, übersetzt von Sisko Pylkkänen, 1968
    - niederländische Ausgabe: Christina Maria. In de maalstroom, übersetzt von Thea Witteveeu, 1968
    - afrikaanse Ausgabe: Christina Maria en die vors, übersetzt von Gerrit J. van der Merwe, 1969
    - tschechische Ausgabe: Christina Marie. Kníže Arnsberk, übersetzt von Jitka Perglová, 2010, ISBN 978-80-249-1396-4

  - Christina Maria und die Petersburger Nächte, 1967
    - niederländische Ausgabe: Christina Maria. Nacht in St. Petersburg, übersetzt von J. Vos, 1968
    - afrikaanse Ausgabe: Christina Maria en die Petersburgse nagte, übersetzt von Gerrit J. van der Merwe, 1970
    - tschechische Ausgabe: Christina Marie. Petrohradské noci, übersetzt von Jitka Perglová, 2010, ISBN 978-80-249-1427-5
- Veruschka, 1968
  - afrikaanse Ausgabe: Veroeska, übersetzt von Gerrit J. van der Merwe, 1970
  - niederländische Ausgabe: Veroesjka, übersetzt von A. W. S. C. Tamarinof, 1970
- Charlotta Gräfin von Potsdam, 1970
  - französische Ausgabe: Ambitieuse Charlotte, übersetzt von Evelyne Stauffer, 1974, ISBN 2-7112-0065-5
- Die rote Prinzessin, 1970
  - niederländische Ausgabe: De rode prinses, übersetzt von R. van den Akker, ca. 1972, ISBN 978-90-6043-658-5
- Der König soll sterben. Verschwörer um Ludwig II., 1973, ISBN 3-7991-5751-4
- Der Weg zu Tania, 1973, ISBN 3-7852-1143-0
- Vergangen ist der Traum, 1975, ISBN 3-7770-0136-8
  - niederländische Ausgabe: Vervlogen is de droom, übersetzt von Henk de Rijk, 1976, ISBN 90-235-0321-X
- Im Auftrag der Königin, 1976, ISBN 3-7770-0150-3
- Der lächelnde Dämon, 1977, ISBN 3-7770-0161-9
- Ein Herz für eine Krone, 1985, ISBN 978-3-404-10632-5

### Kinderbücher
- Der Junge und das Ungeheuer, 1986, ISBN 3-505-09415-3
  - französische Ausgabe: Pierre et le monstre, Aartselaar 1987, ISBN 2-8034-1623-9
- Luka auf langer Reise, 1992, ISBN 3-88010-251-1

### Buch zur Fernsehserie
- mit Hardy Krüger und Dieter Seelmann: Hardys Bordbuch, ca. 1967

### Drehbücher
- mit Bruno Hampel: Das Kriminalmuseum, Folge 14: Der Brief, 1965

### Sachbücher
- Wir gehen essen in Jugoslawien. ADAC-Reiseratgeber, 1977, ISBN 3-87003-109-3
- Biogärteln leicht gemacht, 1986, ISBN 3-8231-0504-3